# Al Toon
Albert Lee Toon Jr. (Newport News, 30 aprile 1963) è un ex giocatore di football americano statunitense che ha giocato nel ruolo di wide receiver per tutta la carriera con i New York Jets della National Football League (NFL). Fu scelto nel corso del primo giro (10º assoluto) del Draft NFL 1985 dai Jets. Al college ha giocato a football all'Università del Wisconsin-Madison.

## Carriera
Toon fu il primo ricevitore scelto nel Draft 1985, decimo assoluto, sei posizioni prima di Jerry Rice. Dopo la sua seconda stagione fu convocato per il primo di tre Pro Bowl consecutivi. La sua migliore annata fu quella del 1988 quando guidò la NFL con 93 ricezioni, un record di franchigia che resistette fino al 2015 quando fu superato da Brandon Marshall. Si ritirò nel 1992 all'età di 29 anni a causa delle nove commozioni cerebrali subite in otto anni di carriera.

## Palmarès

### Individuale
- Convocazioni al Pro Bowl: 3

1986, 1987, 1988
- All-Pro: 3

1986, 1987, 1988
- Formazione ideale del 40º anniversario dei New York Jets
- New York Jets Ring of Honor

## Statistiche
| Ricezioni              | 517   |
| Yard ricevute          | 6.605 |
| Touchdown su ricezione | 31    |